# Rudenia
Rudenia là một chi bướm đêm thuộc phân họ Tortricinae của họ Tortricidae.

## Các loài
- Rudenia immanis Razowski, 1994
- Rudenia leguminana (Busck, 1907)
- Rudenia nigrans Razowski, 1985
- Rudenia paupercula Razowski, 1985